# 1857

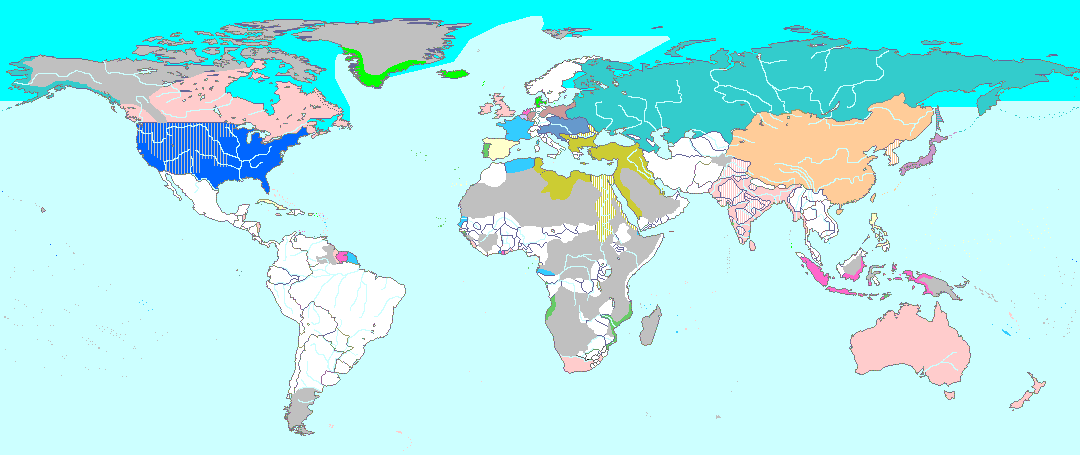
Il mondo nel 1857

Il 1857 (MDCCCLVII in numeri romani) è un anno  del XIX secolo.

## Eventi
- 4 febbraio – Herman Schaafhausen annuncia ufficialmente il ritrovamento di alcune strane ossa in una cava di Neanderthal, vicino a Düsseldorf, appartenenti a un "uomo arcaico", quello che oggi viene chiamato Uomo di Neanderthal.
- 23 marzo – New York: Elisha Otis installa al 488 di Broadway il primo ascensore.
- 26 giugno – Carlo Pisacane sbarca a Ponza, isola penitenziaria, libera trecento reclusi e poi sbarca presso Sapri, al confine tra Campania e Basilicata. Qui dei contadini pensano di trovarsi di fronte a dei briganti e avvertono le truppe borboniche, che uccidono Pisacane e fanno prigionieri i suoi compagni.
- 11 settembre – Coloni mormoni e Indiani Paiute massacrano 120 pionieri a Mountain Meadows, nello stato statunitense dello Utah.
- 19 settembre – John Ball compie la prima ascensione al monte Pelmo.
- 24 ottobre – Nella città inglese di Sheffield si fonda lo Sheffield Football Club, la più antica società di calcio tuttora esistente.
- 16 dicembre – Un funesto terremoto si abbatte sulla Val d'Agri e sul Vallo di Diano.
- 31 dicembre – La regina Vittoria del Regno Unito sceglie Ottawa come capitale del Canada
- India – Rivolta dei Sepoy.
- U.S.A. – Invenzione della carta igienica, prodotto destinato al settore medico, con il nome di Gayetty’s Medicated Paper. Fu presentata al pubblico in scatole contenenti circa 500 fogli con dimensioni di 14 x 21 cm.

## Nati
Ci sono circa 590 voci su persone nate nel 1857; vedi la pagina Nati nel 1857 per un elenco descrittivo o la categoria Nati nel 1857 per un indice alfabetico.

## Morti
Ci sono circa 230 voci su persone morte nel 1857; vedi la pagina Morti nel 1857 per un elenco descrittivo o la categoria Morti nel 1857 per un indice alfabetico.

## Calendario
| Calendario 1857 | Calendario 1857 | Calendario 1857 | Calendario 1857 | Calendario 1857 | Calendario 1857 | Calendario 1857 | Calendario 1857 | Calendario 1857 | Calendario 1857 | Calendario 1857 | Calendario 1857 | Calendario 1857 | Calendario 1857 | Calendario 1857 | Calendario 1857 | Calendario 1857 | Calendario 1857 | Calendario 1857 | Calendario 1857 | Calendario 1857 | Calendario 1857 | Calendario 1857 | Calendario 1857 | Calendario 1857 | Calendario 1857 | Calendario 1857 | Calendario 1857 | Calendario 1857 | Calendario 1857 | Calendario 1857 | Calendario 1857 | Calendario 1857 |
| --------------- | --------------- | --------------- | --------------- | --------------- | --------------- | --------------- | --------------- | --------------- | --------------- | --------------- | --------------- | --------------- | --------------- | --------------- | --------------- | --------------- | --------------- | --------------- | --------------- | --------------- | --------------- | --------------- | --------------- | --------------- | --------------- | --------------- | --------------- | --------------- | --------------- | --------------- | --------------- | --------------- |
|                 | 1               | 2               | 3               | 4               | 5               | 6               | 7               | 8               | 9               | 10              | 11              | 12              | 13              | 14              | 15              | 16              | 17              | 18              | 19              | 20              | 21              | 22              | 23              | 24              | 25              | 26              | 27              | 28              | 29              | 30              | 31              |                 |
| Gennaio         | Gi              | Ve              | Sa              | Do              | Lu              | Ma              | Me              | Gi              | Ve              | Sa              | Do              | Lu              | Ma              | Me              | Gi              | Ve              | Sa              | Do              | Lu              | Ma              | Me              | Gi              | Ve              | Sa              | Do              | Lu              | Ma              | Me              | Gi              | Ve              | Sa              |                 |
| Febbraio        | Do              | Lu              | Ma              | Me              | Gi              | Ve              | Sa              | Do              | Lu              | Ma              | Me              | Gi              | Ve              | Sa              | Do              | Lu              | Ma              | Me              | Gi              | Ve              | Sa              | Do              | Lu              | Ma              | Me              | Gi              | Ve              | Sa              |                 |                 |                 |                 |
| Marzo           | Do              | Lu              | Ma              | Me              | Gi              | Ve              | Sa              | Do              | Lu              | Ma              | Me              | Gi              | Ve              | Sa              | Do              | Lu              | Ma              | Me              | Gi              | Ve              | Sa              | Do              | Lu              | Ma              | Me              | Gi              | Ve              | Sa              | Do              | Lu              | Ma              |                 |
| Aprile          | Me              | Gi              | Ve              | Sa              | Do              | Lu              | Ma              | Me              | Gi              | Ve              | Sa              | Do              | Lu              | Ma              | Me              | Gi              | Ve              | Sa              | Do              | Lu              | Ma              | Me              | Gi              | Ve              | Sa              | Do              | Lu              | Ma              | Me              | Gi              |                 |                 |
| Maggio          | Ve              | Sa              | Do              | Lu              | Ma              | Me              | Gi              | Ve              | Sa              | Do              | Lu              | Ma              | Me              | Gi              | Ve              | Sa              | Do              | Lu              | Ma              | Me              | Gi              | Ve              | Sa              | Do              | Lu              | Ma              | Me              | Gi              | Ve              | Sa              | Do              |                 |
| Giugno          | Lu              | Ma              | Me              | Gi              | Ve              | Sa              | Do              | Lu              | Ma              | Me              | Gi              | Ve              | Sa              | Do              | Lu              | Ma              | Me              | Gi              | Ve              | Sa              | Do              | Lu              | Ma              | Me              | Gi              | Ve              | Sa              | Do              | Lu              | Ma              |                 |                 |
| Luglio          | Me              | Gi              | Ve              | Sa              | Do              | Lu              | Ma              | Me              | Gi              | Ve              | Sa              | Do              | Lu              | Ma              | Me              | Gi              | Ve              | Sa              | Do              | Lu              | Ma              | Me              | Gi              | Ve              | Sa              | Do              | Lu              | Ma              | Me              | Gi              | Ve              |                 |
| Agosto          | Sa              | Do              | Lu              | Ma              | Me              | Gi              | Ve              | Sa              | Do              | Lu              | Ma              | Me              | Gi              | Ve              | Sa              | Do              | Lu              | Ma              | Me              | Gi              | Ve              | Sa              | Do              | Lu              | Ma              | Me              | Gi              | Ve              | Sa              | Do              | Lu              |                 |
| Settembre       | Ma              | Me              | Gi              | Ve              | Sa              | Do              | Lu              | Ma              | Me              | Gi              | Ve              | Sa              | Do              | Lu              | Ma              | Me              | Gi              | Ve              | Sa              | Do              | Lu              | Ma              | Me              | Gi              | Ve              | Sa              | Do              | Lu              | Ma              | Me              |                 |                 |
| Ottobre         | Gi              | Ve              | Sa              | Do              | Lu              | Ma              | Me              | Gi              | Ve              | Sa              | Do              | Lu              | Ma              | Me              | Gi              | Ve              | Sa              | Do              | Lu              | Ma              | Me              | Gi              | Ve              | Sa              | Do              | Lu              | Ma              | Me              | Gi              | Ve              | Sa              |                 |
| Novembre        | Do              | Lu              | Ma              | Me              | Gi              | Ve              | Sa              | Do              | Lu              | Ma              | Me              | Gi              | Ve              | Sa              | Do              | Lu              | Ma              | Me              | Gi              | Ve              | Sa              | Do              | Lu              | Ma              | Me              | Gi              | Ve              | Sa              | Do              | Lu              |                 |                 |
| Dicembre        | Ma              | Me              | Gi              | Ve              | Sa              | Do              | Lu              | Ma              | Me              | Gi              | Ve              | Sa              | Do              | Lu              | Ma              | Me              | Gi              | Ve              | Sa              | Do              | Lu              | Ma              | Me              | Gi              | Ve              | Sa              | Do              | Lu              | Ma              | Me              | Gi              |                 |